# Болотница (растение)
Боло́тница, Ситня́г, или Водолюб (лат. Eleócharis) — род влаголюбивых одно- и многолетних травянистых растений семейства Осоковые (Cyperaceae).

## Описание

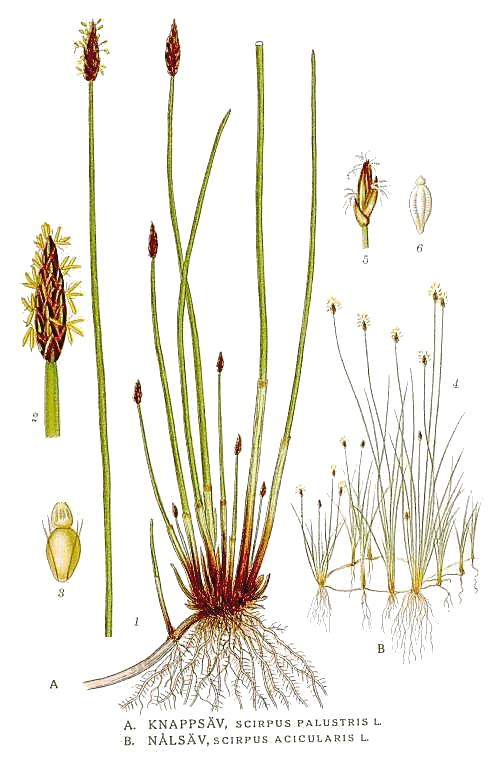
A. Болотница болотная (Eleocharis palustris)
B. Болотница игольчатая (Eleocharis acicularis)

Стебли безлистные, одетые при основании влагалищами, высотой до 50 см.
Цветки обоеполые, снабженные 2—6 зазубреными щетинками, по отцветании нередко отпадающими; помещающимися по одному в пазухах прицветных чешуек и собранные на верхушке стебля одиночными, яйцевидными или яйцевидно-цилиндрическими колосками. Нижние 1—2 чешуйки несколько крупнее и не содержат цветков. Тычинок 3 с длинными нитями, выдающимися из прицветных чешуек. Пестик с 2—3 рыльцами, столбик при основании с утолщением, отделяющимся от завязи перетяжкой; это утолщение по отцветании и отпадении столбика остается в виде придатка при орешке.

## Распространение и среда обитания
Растения этого рода встречаются в сырых местах: у водоёмов, на болотах и по влажным лугам. Могут образовывать заросли.

## Классификация
Род включает более 280 видов. Для России обычными является несколько распространённых видов:
- Eleocharis acicularis — Болотница игольчатая
- Eleocharis dulcis — Болотница сладкая, или китайский водяной орех
- Eleocharis margaritacea — Болотница жемчужная
- Eleocharis mitracarpa — Болотница колпачковая
- Eleocharis palustris — Болотница болотная
- Eleocharis parvula — Болотница маленькая

## Хозяйственное значение и применение
Некоторые виды используются в ландшафтном дизайне для оформления водоемов и ручьёв, для укрепления берегов и придания им естественно-природного вида. Несколько видов являются сорняками посевов риса.
Отдельные виды, например Болотница игольчатая, могут применяться в аквариумах, где заросли травы образуют убежища для рыбок, очищают воду и обогащают её кислородом.
Ради съедобных клубнелуковиц в Китае культивируют болотницу сладкую (Eleocharis dulcis), известную как «китайский водяной орех».